# Троицкие Росляи
Троицкие Росляи — село в Сосновском районе Тамбовской области России. Входит в состав Дельнодубравского сельсовета.

## География
Троицкие Росляи расположен в пределах Окско-Донской равнины, в северной части района.
Климат
Троицкие Росляи находится, как и весь район, в умеренном климатическом поясе, и входит в состав континентальной климатической области Восточно-Европейской Равнины. В среднем в год выпадает от 350 до 450 мм осадков. Весной, летом и осенью преобладают западные и южные ветра, зимой — северные и северо-восточные. Средняя скорость ветра 4-5 м/с.

## История
Впервые упоминается в переписной книге Тамбовского уезда 1671 года, как вотчина Московского Благовещенского собора:
«Благовещенскаго протопопа, что у великаго государя на Сенях Андрея Савиновича с братьею крестьяне живут на помесной земле танбовца сына боярскаго Гарасима Поромзина деревни Росляй на речке на Росляй…».
В первой половине XIX века часть жителей Росляй переселилась в Усманский и Моршанский уезды, где образовали сёла Троицкий Росляй (ныне Токарёвского района) и Парский Угол (ныне Моршанского района).
В 1868 году на средства прихожан в селе было построено новое здание деревянной Троицкой церкви.
Согласно Закону Тамбовской области от 17 сентября 2004 года № 232-З населённый пункт возглавил образованное муниципальное образование Троицкоросляйский сельсовет.
После упразднения Троицкоросляйского сельсовета согласно Закону Тамбовской области от 26 июля 2017 года № 128-З, 7 августа 2017 года Троицкие Росляи были включены в Дельнодубравский сельсовет с административным центром в селе Дельная Дубрава.

## Население
| 2010 |
| ---- |
| 345  |

## Инфраструктура
Коллективное и личное подсобное хозяйство. В 1927 году в Троицких Росляях образовалась сельхозартель «Красный пахарь». В 1950 году четыре артели объединились в колхоз имени Василевского (с 1959 года — «Дружба»).
Троицкоросляйская земская школа открыли в 1872 году. В 1989 году построено двухэтажное здание Троицкоросляйской основной общеобразовательной школы; позже она стала начальной и филиалом Сосновской СОШ № 1. В 2016 году школу закрыта.

## Транспорт
Село доступно автотранспортом.